# Auguste de Marmont
Auguste Frédéric Louis Viesse de Marmont, 1º Duque de Ragusa (20 de julho de 1774 – 2 de março de 1852) foi um general e nobre francês que ascendeu ao posto de Marechal do Império e recebeu o título de Duque de Ragusa (francês: duque de Raguse). Na Guerra Peninsular, Marmont sucedeu ao mal-afortunado André Masséna no comando do exército francês no norte da Espanha, mas perdeu decisivamente na Batalha de Salamanca.

## Juventude e carreira

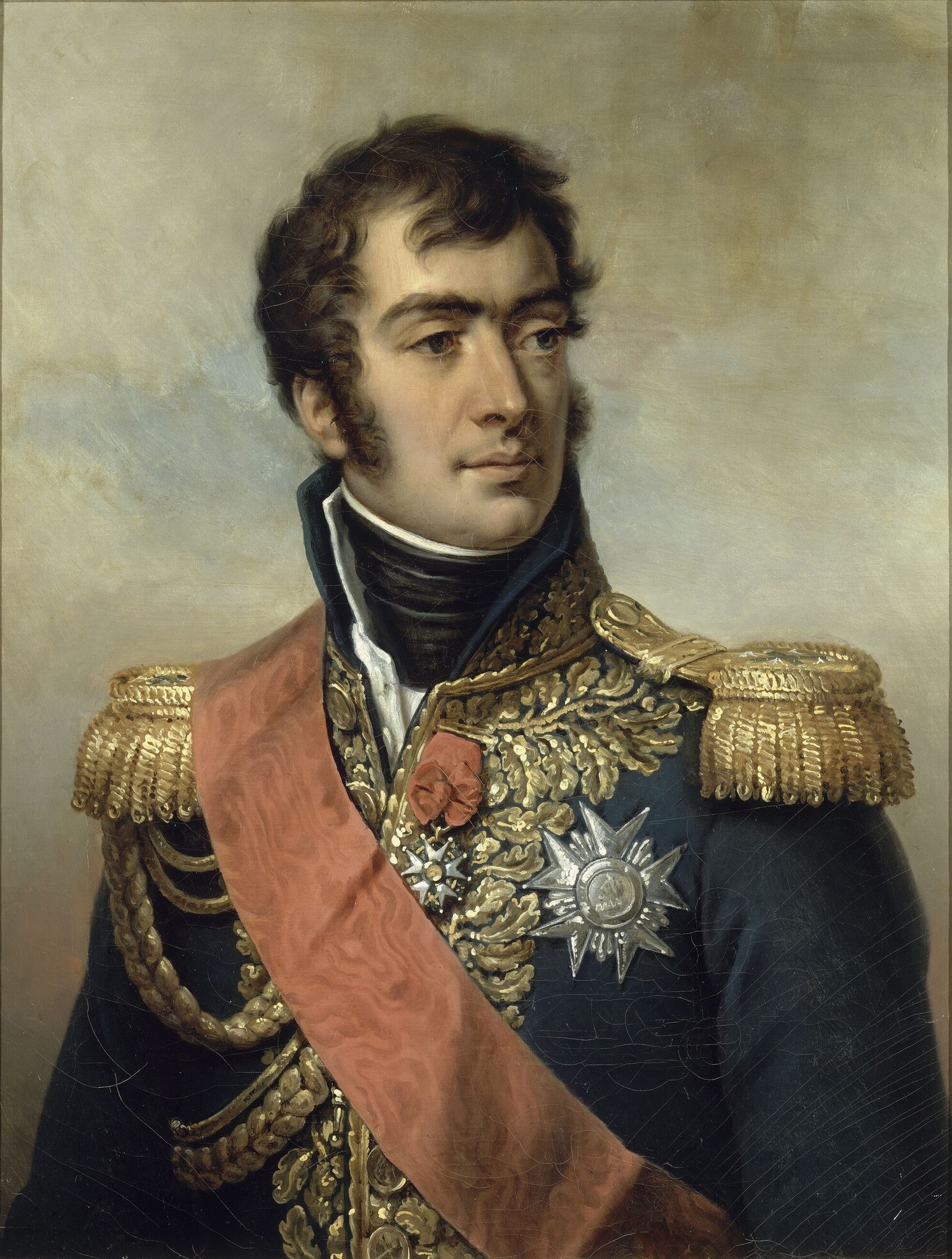
Marmont como Marechal do Império, de Jean-Baptiste Paulin Guérin (1837)

Marmont nasceu em Châtillon-sur-Seine, filho de um ex-oficial do exército que pertencia à petite noblesse e adotou os princípios da Revolução. Seu amor pelo soldado logo se manifestou, e seu pai o levou a Dijon para aprender matemática antes de entrar na artilharia. Lá, ele conheceu Napoleão Bonaparte, que renovou após obter sua comissão quando serviu em Toulon.
O conhecimento amadureceu em intimidade; Marmont tornou-se aide-de-camp do general Bonaparte, permaneceu com ele durante sua desgraça e o acompanhou à Itália e ao Egito, obtendo distinção e promoção a general de brigada. Em 1799, ele retornou à Europa com seu chefe. Esteve presente no coup d'état (Golpe de Estado) e no 18 de Brumário e organizou a artilharia para a expedição à Itália, que comandou com grande eficácia em Marengo. Por isso ele foi imediatamente tornado general da divisão. Em 1801, ele se tornou inspetor-geral de artilharia e, em 1804, grande oficial da Legião de Honra. No entanto, ele ficou muito desapontado por ter sido omitido da lista de oficiais que foram nomeados marechais.

## Guerras Napoleônicas

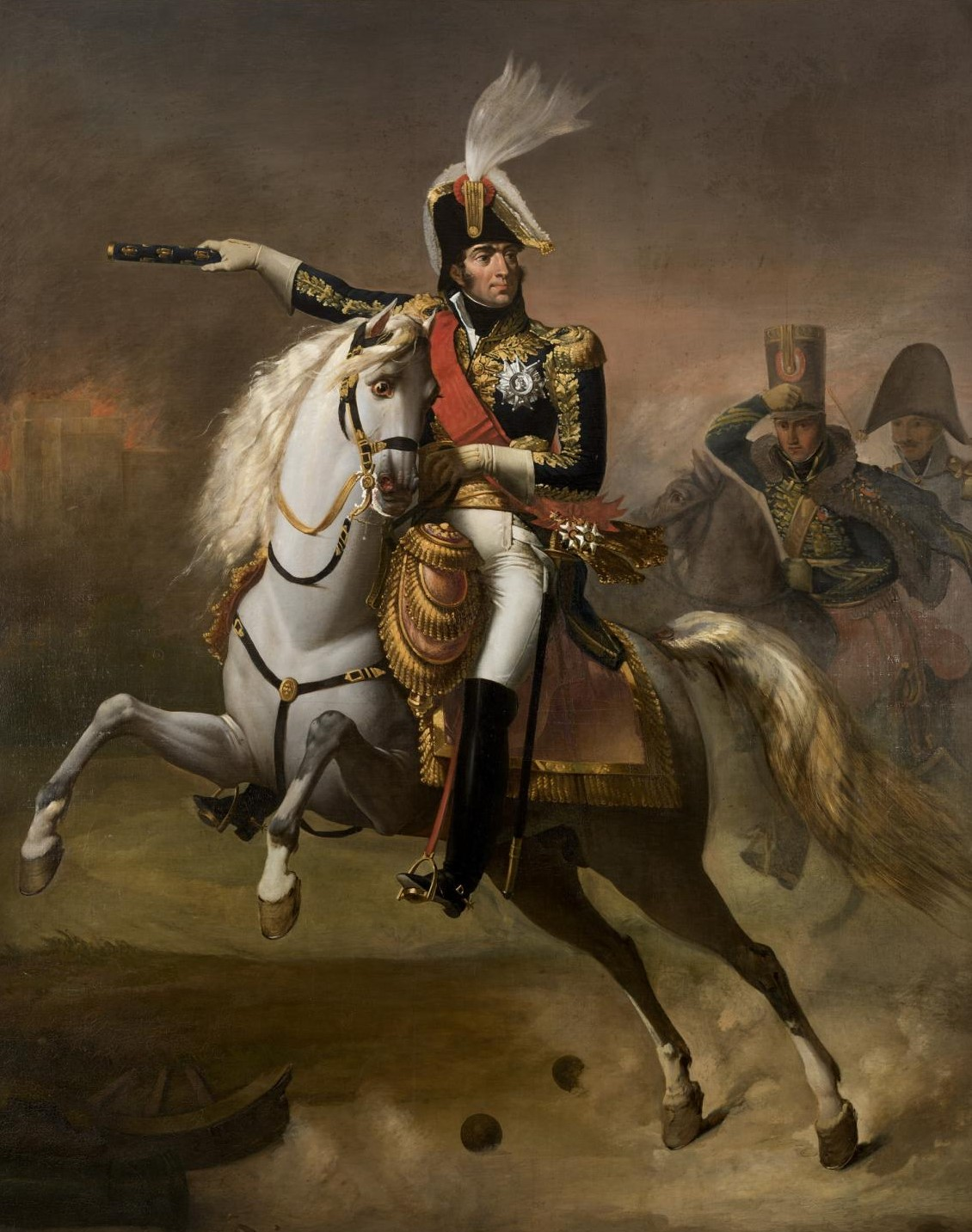
Retrato equestre de Marmont

Em 1805, recebeu o comando de um corpo de exército, com o qual prestou bons serviços em Ulm. Ele foi então instruído a tomar posse da Dalmácia com seu exército e ocupar a República de Ragusa. Nos cinco anos seguintes, foi governador civil e militar da Dalmácia, e traços de seu regime benéfico ainda sobrevivem tanto em grandes obras públicas quanto na memória do povo. Em 1808, foi nomeado duque de Ragusa.

Na Guerra da Quinta Coalizão, ele derrotou uma força de contenção austríaca na Campanha da Dalmácia de maio de 1809 e capturou o comandante adversário. Saindo da Dalmácia, ele chegou a Ljubljana (Laibach) no início de junho. Depois de derrotar o corpo de Ignaz Gyulai na Batalha de Graz, Napoleão convocou o XI Corpo de exército a Viena. Marmont chegou a tempo de lutar na Batalha de Wagram em 5 e 6 de julho. Na subsequente perseguição do arquiduque Carlos, as tropas de Marmont estava em uma posição comprometedora e foi resgatado apenas pela chegada de Napoleão com reforços pesados. Napoleão o nomeou marechal do Império, embora dissesse: "Entre nós, você não fez o suficiente para justificar inteiramente minha escolha". Dos três marechais criados após Wagram, os soldados franceses disseram
MacDonald é a escolha da França
Oudinot é a escolha do exército

Marmont é a escolha da amizade.
Marmont foi nomeado governador-geral de todas as províncias Ilíria do império. Em julho de 1810, Marmont foi convocado às pressas para suceder André Masséna no comando do exército francês no norte da Espanha. Apesar da presença do exército britânico, seu alívio de Cidade Rodrigo foi um grande feito. A manobra que precedeu a Batalha de Salamanca não foi bem sucedida, entretanto, como Wellington ordenou que sua cavalaria atacasse o flanco esquerdo desavisado de Marmont na batalha e infligiu uma grande derrota aos franceses. Marmont e seu vice-comandante, o conde Jean-Pierre François Bonet foram ambos atingidos por estilhaços no início da batalha. Marmont foi gravemente ferido no braço direito e no lado direito, e o comando da batalha passou para Bertrand Clauzel. Ele se retirou para a França para se recuperar.
Em abril de 1813, Napoleão deu novamente a Marmont o comando de um corpo, que ele liderou nas batalhas de Lützen, Bautzen e Dresden. Ele então lutou durante a grande campanha defensiva de 1814 até a última batalha antes de Paris.
Marmont então assumiu um papel político, procurando deter o que agora via como um prolongamento inútil de uma guerra que a França certamente perderia. Marmont contatou os Aliados e chegou a um acordo secreto com eles. Quando os Aliados se aproximaram de Montmartre, Marmont - junto com os marechais Mortier e Moncey—marchou para uma posição onde foram rapidamente cercados por tropas aliadas e então renderam suas forças.

## Serviço Bourbon

Viaggio in Sicilia, 1840

Marmont permaneceu leal ao rei Bourbon restaurado Luís XVIII durante os Cem Dias e, após Waterloo, votou a favor da execução do Marechal Ney.
Foi nomeado Par da França e major-general da guarda real e, em 1820, cavaleiro da Ordem do Espírito Santo e grande oficial da Ordem de São Luís. Ele foi o major-general da guarda de serviço em julho de 1830 durante a Revolução de julho e recebeu a ordem de reprimir com força qualquer oposição às Ordenações de julho (foram uma série de decretos estabelecidos por Carlos X e Jules Armand de Polignac, o ministro-chefe, em julho de 1830). Ele mesmo se opôs à política da corte, mas tentou cumprir seu dever e só desistiu de suprimir a revolução quando ficou claro que suas tropas estavam derrotadas. Isso trouxe mais censura sobre ele, e o duque d'Angoulême até ordenou que fosse preso, dizendo:
Você vai nos trair, como você o traiu?
Marmont acompanhou o rei ao exílio e perdeu seu marechalato. Seu desejo de retornar à França nunca foi satisfeito e ele vagou pela Europa Central e Oriental, estabelecendo-se finalmente em Viena, onde foi bem recebido pelo governo austríaco. Estranhamente, ele foi nomeado tutor do duque de Reichstadt, o jovem que foi denominado Napoleão II. 30 anos depois, quando ele era um velho morando em Veneza, crianças pequenas na rua diriam: "Lá se vai o homem que traiu Napoleão". Ele morreu em Veneza em março de 1852.

## Trabalhos
Em seus últimos anos, Marmont passou grande parte de seu tempo trabalhando em suas Mémoires, que são de grande valor para a história militar da época.
Suas obras são:
- Voyage en Hongrie, etc. (4 vols., 1837)
- Voyage en Sicile (1838); trans. it., Milão, 1840
- Esprit des Institutions Militaires (1845)
- Cesar; Xenofonte; e Mémoires (8 vols., publicado após sua morte em 1856)

## Família
Em 1798, Marmont casou-se com Hortense de Perregaux, filha de Jean-Frédéric Perregaux, um banqueiro suíço (e protestante), mais tarde fundador e regente do Banque de France, e Adélaïde de Praël de Surville, ela mesma filha natural do banqueiro da corte de Luís XV, Nicolas Beaujon. Eles não tiveram filhos e se divorciaram em 1817. Ela sobreviveu a ele, cinco anos, morrendo em Paris em 1857.

## Avaliação
Marmont é talvez um dos marechais mais controversos criados durante o Império. Sua reputação, como muitos generais franceses na Espanha, foi manchada por suas derrotas na Guerra Peninsular. No entanto, em geral, a carreira militar de Marmont foi bastante impressionante. Ele foi talvez o mais educado dos marechais e um dos poucos a escrever uma tese sobre a arte da guerra. Ele era um estrategista talentoso, conhecendo a arte do comando e o movimento das tropas. Ele teve um desempenho maravilhoso na Dalmácia, fazendo o que John Elting chama de "uma notável marcha de 300 milhas através de um país frequentemente sem estradas, dispersando duas forças austríacas, mas agarrando-se ao seu status independente ...". Talvez ainda mais impressionante seja seu estudo e avaliação do teatro de guerra espanhol.